# Khyber Pakhtunkhwa
Khyber Pakhtunkhwa (en pachto : خیبر پښتونخوا ; en ourdou : خیبر پختونخوا) est l'une des quatre provinces fédérées du Pakistan, située dans le nord-ouest du pays, le long de la frontière avec l'Afghanistan. Elle est principalement peuplée par des Pachtounes et la langue la plus parlée est donc le pachto. Peuplée de près de 41 millions d'habitants en 2023, sa capitale est Peshawar.
Officiellement renommée le 19 avril 2010 en l'honneur des Pachtounes, elle était auparavant appelée province de la Frontière-du-Nord-Ouest (North-West Frontier Province, NWFP), nom datant de la colonisation. En 2018, les régions tribales fusionnent avec la province. 
Comme les autres provinces du Pakistan, Khyber Pakhtunkhwa dispose d'une certaine autonomie dans le cadre d'une organisation fédérale de l'État. Elle dispose d'une Assemblée provinciale ainsi que d'un gouvernement local responsable devant elle. La politique locale a été successivement dominée par les islamistes de la Jamiat Ulema-e-Islam (F) et de la Jamaat-e-Islami, les laïcs pachtounes du Parti national Awami et les nationalistes du Mouvement du Pakistan pour la justice.
Proche de l'Afghanistan, la province est au cœur d'un conflit armé entre l'armée pakistanaise et les talibans qui mènent une insurrection islamiste, ayant ponctuellement causé d'importants troubles depuis les années 2000, comme des déplacements massifs de populations, des attentats, ou de vastes opérations militaires.
Pour un territoire très montagneux et parfois aride, la densité de la population est très élevée, atteignant les 350 habitants au kilomètre carré.

## Histoire
La région était à l'origine une partie du royaume antique de Gandhâra (avec le Cachemire et l'Afghanistan oriental). Par la suite, il fit partie du royaume de Shahi. Dans des temps modernes, il a été intégré à l'Empire moghol. 
En 1747, quand la domination moghole s'est effondrée, les Pachtounes ont réuni une Loya Jirga laquelle élit Ahmad Chah Durrani pour son dirigeant ; père fondateur de l’Afghanistan moderne, Durrani fonde l’Empire durrani, un État purement pachtoune.
Lors de la seconde guerre anglo-afghane (1878-1880), le Khyber Pakhtunkhwa fait partie de l’Afghanistan. C’est en 1893 que l’émir afghan Abdur Rahman Khan et sir Mortimer Durand signent un accord sur le tracé de la frontière commune à l’émirat d’Afghanistan et aux Indes britanniques, la ligne Durand, qui divise les peuples pachtounes ; par la suite l’Afghanistan et le Pakistan indépendants  ont hérité de cette frontière coloniale.
Durant le règne britannique en Inde, ces territoires sont devenus une partie de la Province de la Frontière du Nord-Ouest de l'Inde britannique. Avec ses Khudai Khidmatgar (« Servants de Dieu »), Khan Abdul Ghaffar Khan mène alors le mouvement de non-violence pachtoune, religieux et progressiste, contre l'occupation coloniale, suscitant l'étonnement de Nehru devant la non-violence dont faisait preuve ce mouvement composé d'hommes plus accoutumés à des coutumes tribales plus dures.
Après l'indépendance en 1947, un référendum a été tenu : la province a voté pour devenir la Ve région du Pakistan (en comptant le Pakistan oriental), bien que le Khudai Khidmatgar ait boycotté le référendum,, voulant l’indépendance d’un Pashtunistan ou rejoindre l’Afghanistan voisin,.

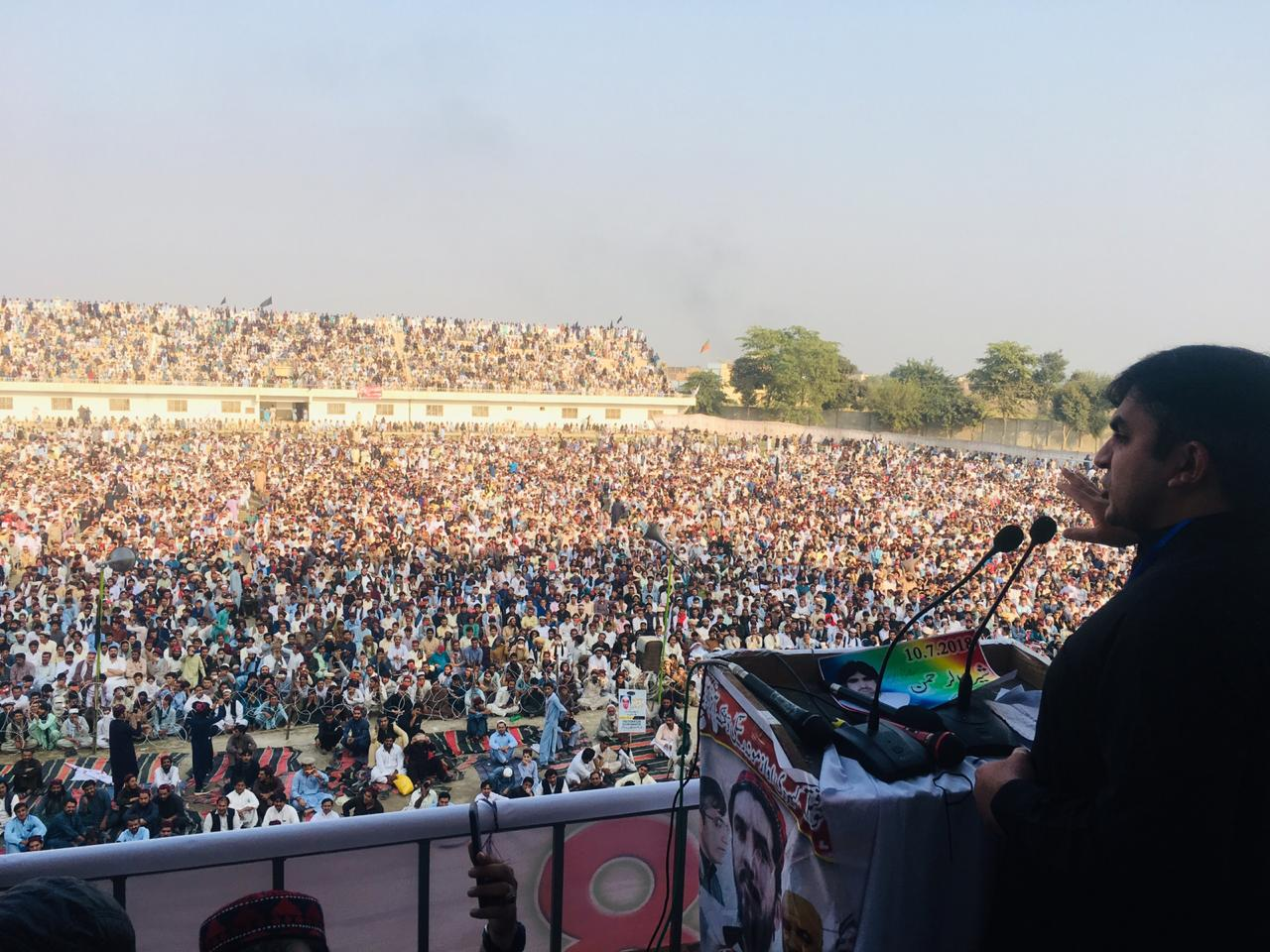
Rassemblement du mouvement Pashtun Tahafuz à Bannu en 2018.

Certains Pachtounes appelaient cette province Pakhtunkhwa qui veut dire « le côté Pachtoune » en pachto, et que l'on retrouve dans la littérature pachtoune du XVe siècle. C'est un terme parfois associé au séparatisme ; d'autres Pakistanais l'appellent parfois Sarhad en ourdou. Le nouveau nom de Khyber Pakhtunkhwa attribué en 2010 reprend donc un élément géographique important de la province, le col de Khyber, un col stratégique entre l'Afghanistan et le Pakistan et une mention d’identité de la population majoritaire. À compter de 2014 et surtout 2018, le mouvement Pashtun Tahafuz émerge grâce à des protestations en faveur des droits des Pachtounes.
Les régions tribales frontalières au nord-ouest fusionnent en mai 2018 avec la province de Khyber Pakhtunkhwa à la suite d'une réforme constitutionnelle adoptée par le Parlement. La décision est saluée et fêtée par une partie de la population des régions tribales, qui étaient jusqu'ici soumises à un régime dérogatoire qui privaient les habitants de nombreux droits, le Frontier Crimes Regulation, voir cet article.

### Insurrection islamiste

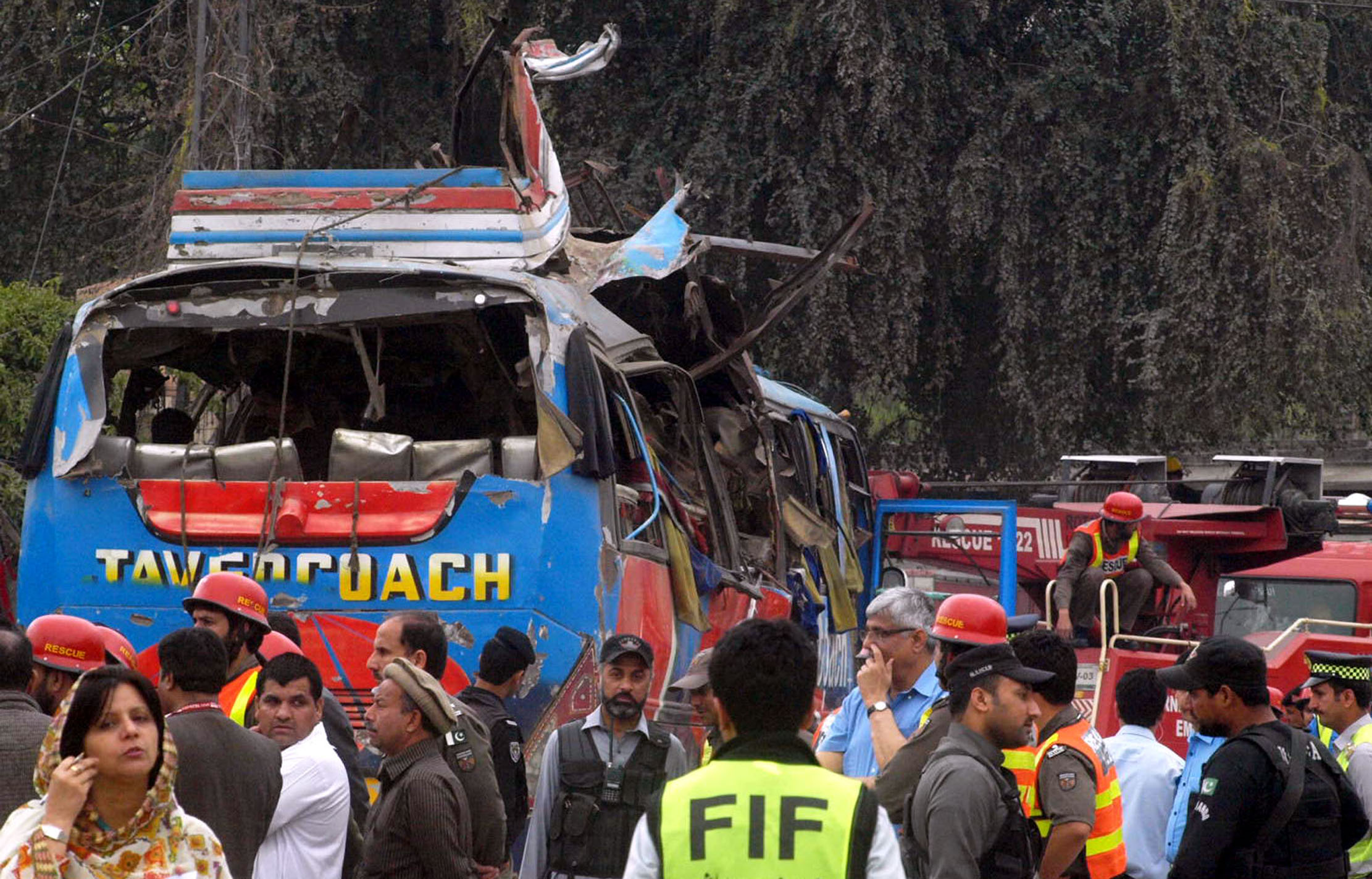
Attentat à la bombe à Peshawar, en 2016.

En 2005, la population de cette région est d'environ 21 millions d'habitants sans compter les trois millions de réfugiés afghans, principalement arrivés lors de la guerre civile ayant conduit les talibans au pouvoir.
Depuis la guerre d'Afghanistan en 2001, la province, à travers laquelle passent l'une des routes principales de réapprovisionnement de la Force internationale d'assistance et de sécurité (ISAF), est en effet lourdement affectée par la guerre, étant elle-même le lieu d'attentats-suicides perpétrés contre l'armée pakistanaise et abritant plusieurs mouvements islamistes tel le Tehrik-e-Nifaz-e-Shariat-e-Mohammadi.
En mai 2009, l'armée pakistanais s'est lancée dans une offensive dans la vallée de Swat et a repris le contrôle de la zone aux insurgés islamistes. Les opérations ont causé plusieurs centaines de morts et près de trois millions de déplacés.

## Démographie

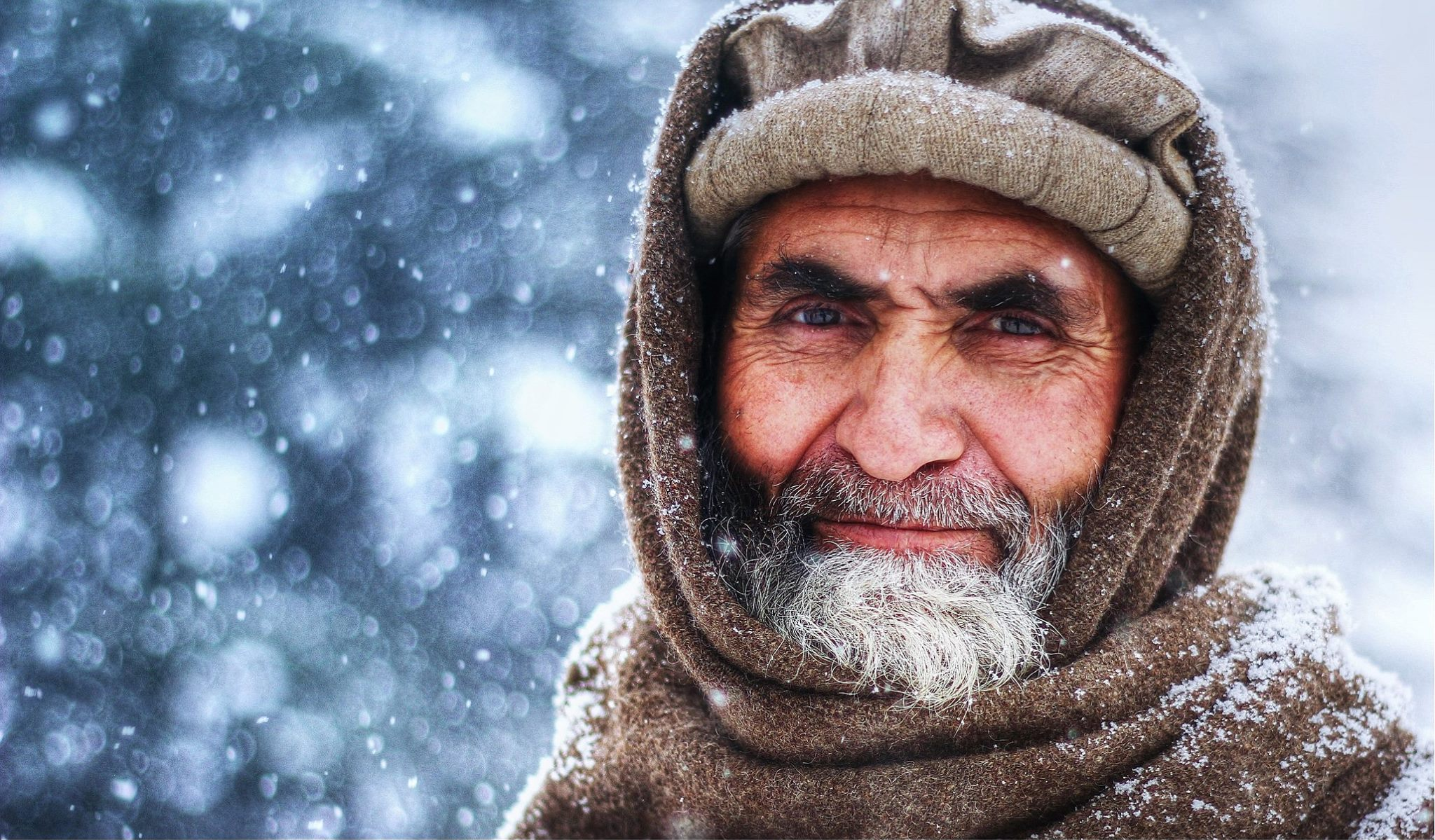
Homme âgé du Haut-Dir.

Avec 40,6 millions d'habitants selon le recensement de 2023, Khyber Pakhtunkhwa est la troisième province la plus peuplée du pays. Elle présente une croissance démographique plus forte que la moyenne nationale, puisque sa part dans la population totale est passé de 13 % en 1981 à 17 % en 2023. Elle compte la deuxième plus forte densité de population après le Pendjab. Le taux d'urbanisation se situe autour de 15 %, et l'alphabétisation a grimpé de 35 à 51 % entre 1998 et 2023,. La fusion des régions tribales en 2018 a ajouté cinq millions d'habitants à la province. 
La province est essentiellement pachtoune, à plus de 85 %. Ceux parlant pachto représentent 76,1 % de la population et ceux parlant hindko 9,4 %, ces derniers vivant surtout dans la division de Hazara. Les Saraikis forment la plus importante minorité, avec 3,2 % de locuteurs, principalement dans le district de Dera Ismail Khan. On compte diverses autres petites minorités dans le district de Chitral et le Kohistan, à l'instar des Kalashs.

## Politique

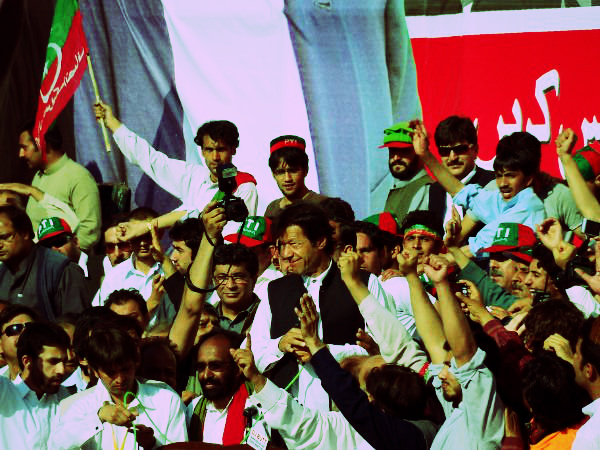
Rassemblement politique du Mouvement du Pakistan pour la justice à Abbottabad le 8 avril 2012.

L'Assemblée provinciale de Khyber Pakhtunkhwa est unicamérale et constitue le pouvoir législatif de cette province fédérée. Sur ses 145 membres, 115 sont élus directement par le peuple au suffrage universel direct uninominal majoritaire à un tour, et leur mandat est de 5 ans. Les 30 membres restants sont élus par les autres membres ; ces sièges sont réservés à des femmes et des minorités religieuses. Le gouverneur de la province est nommé par le président de la République, et la province dispose également d'un gouvernement local qui découle de son Assemblée. Le ministre en chef (Chief Minister) est le chef de ce gouvernement et il est responsable devant l'Assemblée.
Lors des élections législatives de 2008, le parti national Awami (orienté vers la défense des Pachtounes) a remporté le scrutin en gagnant une majorité relative de 48 sièges à l'Assemblée. Le parti a alors profité du boycott des principaux partis islamistes, qui avaient remportés le scrutin en 2002 autour de l'alliance Muttahida Majlis-e-Amal. Le parti Awami a alors pu former son gouvernement grâce à une coalition avec le Parti du peuple pakistanais, qui dirigeait le gouvernement fédéral. Ce parti a été largement défait lors des élections de 2013 à la suite de l'émergence du Mouvement du Pakistan pour la justice d'Imran Khan, faisant de cette province son principal fief. Le Mouvement prend alors le contrôle du gouvernement provincial et renforce encore sa présence avec les élections de 2018.
| Mouvement du Pakistan pour la justice             | 2 133 112 | 32,26 | 30 | 86  | 40 |
| Muttahida Majlis-e-Amal                           | 1 128 026 | 17,06 | 4  | 13  | 12 |
| Parti national Awami                              | 812 702   | 12,29 | 1  | 9   | 4  |
| Ligue musulmane du Pakistan (N)                   | 655 022   | 9,91  | 3  | 6   | 11 |
| Parti du peuple pakistanais                       | 604 816   | 9,15  | 0  | 5   | 1  |
| Autres partis                                     | 344 645   | 5,22  | 0  | 0   | 15 |
| Indépendants                                      | 932 964   | 14,11 | 1  | 3   | 9  |
| Total (participation : 45,11 %)                   | 6 611 287 | 100   | 39 | 122 |    |
| 1. 2. Source : Commission électorale du Pakistan, |           |       |    |     |    |

## Administration

### Liste des districts

Les districts de la province de Khyber Pakhtunkhwa.

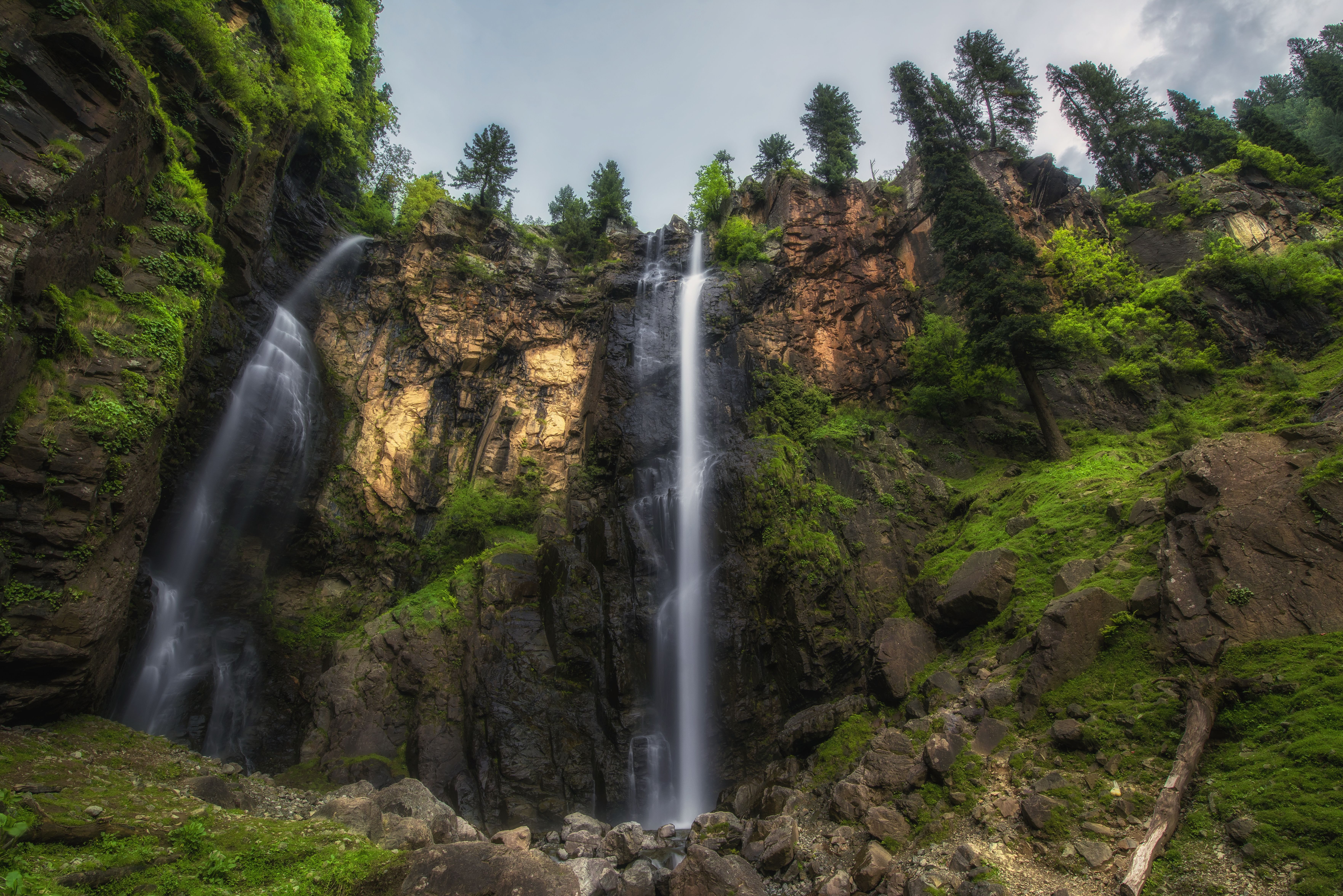
Les chutes de Jarogo dans la vallée de Swat.

| no  | District           | Capitale         | Superficie (km²) | Population (2017) | Densité (habs/km²) |
| --- | ------------------ | ---------------- | ---------------- | ----------------- | ------------------ |
| 1.  | Abbottabad         | Abbottabad       | 1 967            | 1 332 912         | 448                |
| 2.  | Bannu              | Bannu            | 1 227            | 1 167 892         | 551                |
| 3.  | Battagram          | Battagram        | 1 301            | 476 612           | 236                |
| 4.  | Buner              | Daggar           | 1 865            | 897 319           | 271                |
| 5.  | Charsadda          | Charsadda        | 996              | 1 616 198         | 1 026              |
| 6.  | Chitral            | Chitrâl          | 14 850           | 447 362           | 21                 |
| 7.  | Dera Ismail Khan   | Dera Ismail Khan | 7 326            | 1 627 132         | 116                |
| 8.  | Hangu              | Hangu            | 1 097            | 518 798           | 287                |
| 9.  | Haripur            | Haripur          | 1 725            | 1 003 031         | 401                |
| 10. | Karak              | Karak            | 3 372            | 706 299           | 128                |
| 11. | Kohat              | Kohat            | 2 545            | 993 874           | 221                |
| 12. | Kohistan           | Dassu            | 7 492            | 784 711           | 63                 |
| 13. | Lakki Marwat       | Lakki Marwat     | 3 164            | 876 182           | 155                |
| 14. | Bas-Dir            | Timergara        | 1 582            | 1 435 917         | 454                |
| 15. | Malakand           | Batkhela         | 952              | 720 295           | 475                |
| 16. | Mansehra           | Mansehra         | 4 579            | 1 556 460         | 252                |
| 17. | Mardan             | Mardan           | 1 632            | 2 373 061         | 895                |
| 18. | Nowshera           | Nowshera         | 1 748            | 1 518 540         | 500                |
| 19. | Peshawar           | Peshawar         | 1 257            | 4 269 079         | 1 606              |
| 20. | Shangla            | Alpuri           | 1 586            | 757 810           | 274                |
| 21. | Swabi              | Swabi            | 1 543            | 1 624 616         | 665                |
| 22. | Swat               | Saidu Sharif     | 5 337            | 2 309 570         | 236                |
| 23. | Tank               | Tank             | 1 679            | 391 885           | 142                |
| 24. | Torghar            | Judba            | 497              | 171 395           | 345                |
| 25. | Haut-Dir           | Dir              | 3 699            | 946 421           | 156                |
| 26. | Bajaur             | Khar             | 1 290            | 1 093 684         | 848                |
| 27. | Khyber             | Landi Kotal      | 2 576            | 986 973           | 383                |
| 28. | Kurram             | Parachinar       | 3 380            | 619 553           | 183                |
| 29. | Mohmand            | Ghalanai         | 2 296            | 466 984           | 203                |
| 30. | Orakzai            | Kalaya et Ghiljo | 1 538            | 254 356           | 165                |
| 31. | Waziristan du Nord | Miranshah        | 4 707            | 543 254           | 115                |
| 32. | Waziristan du Sud  | Wana             | 6 620            | 679 185           | 103                |
|     | Khyber Pakhtunkhwa | Peshawar         | 101 741          | 35 525 047        | 349                |

### Villes les plus importantes

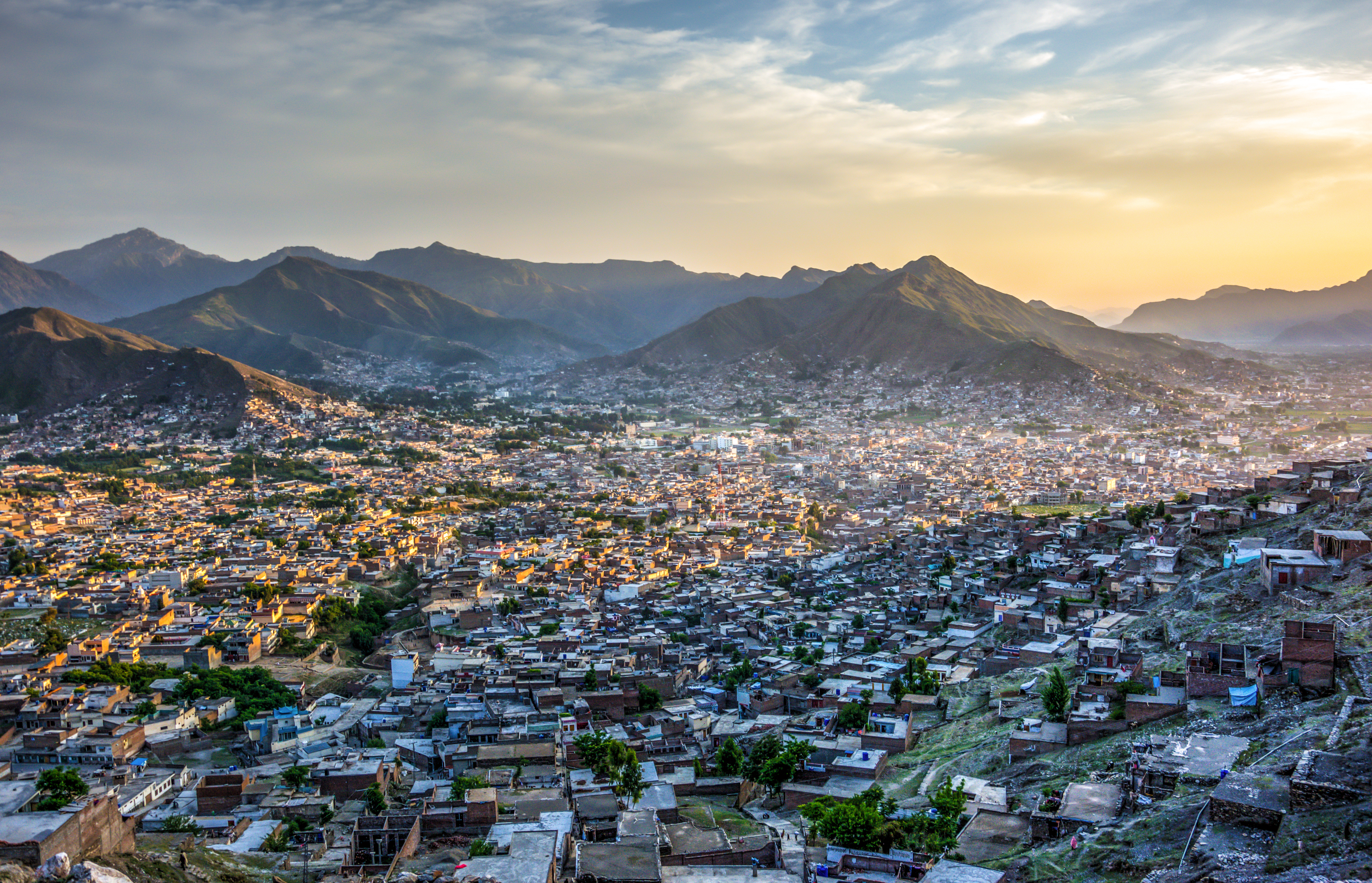
Vue de la ville de Mingora.

| Rang | Ville            | Population (rec. 2017) | District         |
| ---- | ---------------- | ---------------------- | ---------------- |
| 1    | Peshawar         | 1 970 042              | Peshawar         |
| 2    | Mardan           | 358 604                | Mardan           |
| 3    | Mingora          | 331 091                | Swat             |
| 4    | Kohat            | 228 779                | Kohat            |
| 5    | Dera Ismail Khan | 217 457                | Dera Ismail Khan |
| 6    | Abbottabad       | 208 491                | Abbottabad       |
| 7    | Mansehra         | 127 623                | Mansehra         |
| 8    | Swabi            | 123 412                | Swabi            |
| 9    | Nowshera         | 120 131                | Nowshera         |
| 10   | Charsadda        | 114 565                | Charsadda        |